# Aedes elchoensis
Aedes elchoensis är en tvåvingeart som beskrevs av Taylor 1929. Aedes elchoensis ingår i släktet Aedes och familjen stickmyggor. Inga underarter finns listade i Catalogue of Life.